# 20638 Lingchen
20638 Lingchen è un asteroide della fascia principale. Scoperto nel 1999, presenta un'orbita caratterizzata da un semiasse maggiore pari a 2,7319395 UA e da un'eccentricità di 0,0643847, inclinata di 4,16042° rispetto all'eclittica.